# Ludwik Simon
Ludwik Simon (ur. 19 września 1904 w Warszawie, zm. prawdopodobnie w 1943) – polski historyk teatru.
Jest autorem wielu studiów z historii polskiego teatru i bibliografii, m.in. prac Dykcjonarz teatrów teatrów polskich... (1935), Polska literatura dramatyczna od poł. XVIII w. do czasów współczesnych (w rękopisie, wyd. uzupełnione pt. Bibliografia dramatu polskiego 1765-1939 t. 2 1972, uzupełniona t. 3 Bibliografia dramatu polskiego 1939-1964 w oprac. S. Marczaka-Oborskiego 1972). Podczas II wojny światowej został zamordowany przez gestapo.